# Otophryne steyermarki
Espèce
Synonymes
- Otophryne robusta steyermarki Rivero, 1968 "1967"

Statut de conservation UICN

 LC  : Préoccupation mineure
Otophryne steyermarki est une espèce d'amphibiens de la famille des Microhylidae.

## Répartition
Cette espèce est endémique du Nord de l'Amérique du Sud. Elle se rencontre entre 1 500 et 2 151 m d'altitude, :
- dans les environs du mont Ayanganna au Guyana ;
- sur le tepuy Chimantá, le cerro Jaua et le mont Roraima dans l'État de Bolívar au Venezuela.

## Description
Otophryne steyermarki mesure environ 39 mm. Son dos est brun foncé avec de petites taches jaunâtres ou brun doré. Son ventre est jaunâtre marbré de brun ; sa gorge est brune.

## Étymologie
Son nom d'espèce, steyermarki, lui a été donné en référence à Julian Alfred Steyermark (1909–1988), botaniste américain. C'est lui qui a collecté un spécimen, attribué initialement à Otophryne robusta, en 1953, dans le massif Chimenta au Venezuela.

## Publication originale
- Rivero, 1968 "1967" : A new Race of Otophryne robusta Boulenger (Amphibia, Salienta) from the Chimanta-Tepui of Venezuela. Caribbean Journal of Science, vol. 7, no 3-4, p. 155-158 (texte intégral).